# Cesare Cardini
Cesare Cardini (født 24. februar 1896, død 3. november 1956) var en italiensk/mexicansk/amerikansk kok. Sammen med sin bror Alex Cardini opfandt han cæsarsalaten, og desuden gjorde han karriere inden for restaurations- og hotelbranchen.